# Francesco Beschi

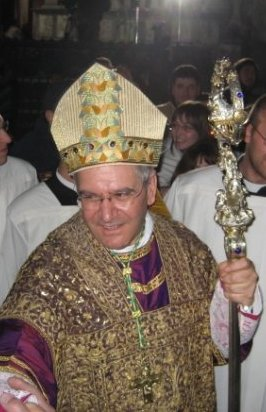
Bischof Francesco Beschi

Francesco Beschi (* 6. August 1951 in Brescia) ist Bischof von Bergamo.

## Leben

Bischofswappen

Francesco Beschi empfing 7. Juni 1975 die Priesterweihe. Von 1981 bis 1987 war er Pfarrer an der Kathedrale von Brescia. 1989 wurde er Leiter des Instituts Paolo VI und 1999 bischöflicher Vikar für Laienseelsorge im Bistum Brescia. 2001 stieg er zu dessen Generalprovikar auf.
Papst Johannes Paul II. ernannte ihn am 25. März 2003 zum Weihbischof in Brescia und Titularbischof von Vinda. Der Bischof von Brescia, Giulio Sanguineti, spendete ihm am 18. Mai desselben Jahres die Bischofsweihe; Mitkonsekratoren waren Bruno Foresti, Alterzbischof ad personam von Brescia, und Vigilio Mario Olmi, emeritierter Weihbischof in Brescia. Als Wahlspruch wählte er Secundum verbum tuum. Am 22. Januar 2009 wurde er von Papst Benedikt XVI. zum Bischof von Bergamo ernannt und am 15. März desselben Jahres in das Amt eingeführt. In der Italienischen Bischofskonferenz ist Beschi Präsident der Kommission für Mission und Zusammenarbeit der Kirchen.